# Antonio Palacios

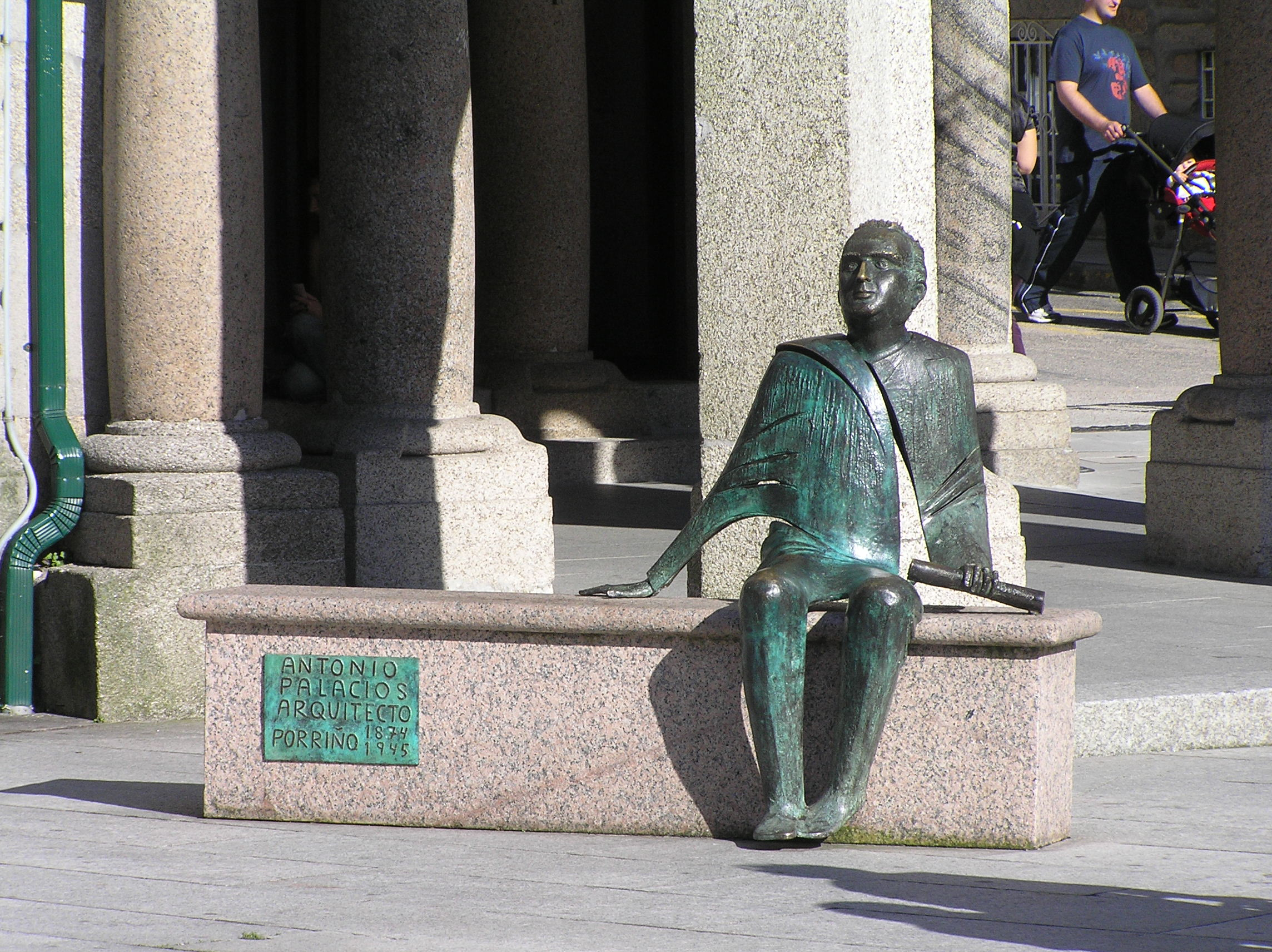
Pomnik Antonio Palacios w O Porriño

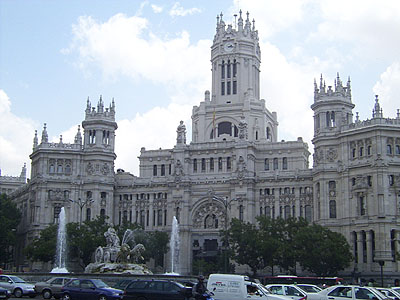
Palacio de Telecomunicaciones

Antonio Palacios Ramilo (ur. 8 stycznia 1874 w O Porriño, zm. 27 października 1945 w Madrycie) – hiszpański architekt.
Uznanie przyniósł mu jego pierwszy projekt Palacio de Comunicaciones w Madrycie (1904–1918) oraz Teatr García Barbón (1910–1927) w Vigo i projekty w galicyjskich miastach Mondariz, Baiona i rodzinnym mieście O Porriño. 
Działał w Madrycie, gdzie powstały jego projekty takie jak: Círculo de Bellas Artes (1919-1926), banki Río de La Plata i Mercantil e Industrial (1933–1945) czy szpital Maudes (1908). Pracował przy projekcie pierwszej linii metra madryckiego – stacje jego projektu można oglądać w centrum miasta.